# Wzór Ciołkowskiego
Wzór Ciołkowskiego – podstawowy wzór w technice rakietowej określający prędkość rakiety zużywającej podczas lotu paliwo, czyli rakiety zmieniającej masę. Opublikowany został w 1813 r. przez W. Moore’a z Królewskiej Akademii Wojskowej w Woolwich. Niezależnie opublikował go Konstantin Ciołkowski w pracy „Исследование мировых пространств реактивными приборами” („Badanie przestrzeni świata przy pomocy urządzeń odrzutowych”) pisanej od 1896, ogłoszonej w 1903. 

## Wzór
W warunkach próżni i braku siły ciążenia przybiera postać
{\displaystyle v=w\ln {\frac {m_{0}}{m}},}
gdzie:
{\displaystyle v} – prędkość idealna końcowa rakiety,
{\displaystyle w} – prędkość strumienia czynnika roboczego (gazów wylotowych) mierzona w układzie odniesienia związanym z rakietą, impuls właściwy
{\displaystyle m_{0}} – masa początkowa rakiety z paliwem,
{\displaystyle m} – masa końcowa rakiety, tj. bez paliwa.
Stosunek mas we wzorze Ciołkowskiego nazywany jest liczbą Ciołkowskiego i stanowi jeden z podstawowych parametrów rakiety.
Dla rakiety wielostopniowej wzór przybiera postać
{\displaystyle v_{n}=w_{1}\ln {\frac {m'_{0}}{m'}}+w_{2}\ln {\frac {m''_{0}}{m''}}+\dots }
gdzie: {\displaystyle v_{n}} – prędkość końcowa ostatniego (n-tego) stopnia rakiety,
{\displaystyle w_{1},w_{2},\dots } – prędkości strumienia czynnika roboczego poszczególnych stopni,
{\displaystyle m'_{0}/m,m''_{0}/m'',\dots } – stosunki mas rakiety: początkowej {\displaystyle m_{0}} i końcowej {\displaystyle m} na początku i końcu działania silnika poszczególnego stopnia.
W ruchu rzeczywistym rakieta pokonać musi zarówno opór powietrza, jak i siłę ciążenia, co uwzględnił Ciołkowski w dalszych badaniach.